# Tour La Sablière
Tour La Sablière ist der Name eines Hochhauses im 18. Arrondissement von Paris nahe der Porte de la Chapelle. Erbaut wurde das Hochhaus 1967 nach Plänen des Architekten André Remondet für die im sozialen Wohnungsbau tätige Immobiliengesellschaft der französischen Staatsbahn SNCF, ICF Habitat und war ursprünglich für Beamte der SNCF gedacht. Das Gebäude verfügt über 27 Etagen und misst 78 Meter. Der Wohnturm verfügt über 208 Wohnungen und über ein Büro und Läden im Erdgeschoss. So wie viele andere Gebäude entlang des Boulevard périphérique verfügt auch das Hochhaus über Leuchtreklamen auf dem Dach. Zwischen 1980 und 1997 war eine Leuchtreklame des belgischen Kopiererherstellers Mita auf dem Dach installiert, anschließend dann Leuchtreklame von TDK und Mercedes. Mitte der 2000er-Jahre wurde das Gebäude umfassend renoviert. Seitdem thront eine Leuchtreklame von Samsung auf dem Dach des Gebäudes. Zusammen mit der 1968 ebenfalls von Remondet erbauten Tour Super Chapelle auf der gegenüberliegenden Straßenseite der Rue de la Chapelle bilden die beiden Wohntürme ein Tor. Das Gebäude ist mit der Métrostation Porte de la Chapelle an den öffentlichen Nahverkehr im Großraum Paris angebunden.